# بوگلن
بوگلن (به لاتین: Buglen) یک منطقهٔ مسکونی در روسیه است که در داغستان واقع شده‌است.